# أماندا لي
أماندا لي (بالإنجليزية: Amanda Lee)‏ (و. 1970 – م) هي ممثلة، من هونغ كونغ، ولدت في هونغ كونغ.

## وصلات خارجية
- أماندا لي على موقع IMDb (الإنجليزية)
- أماندا لي على موقع ميوزك برينز (الإنجليزية)
- أماندا لي على موقع قاعدة بيانات الفيلم (الإنجليزية)